# Rabenreuth (Thalmässing)
Rabenreuth ist ein Gemeindeteil des Marktes Thalmässing im Landkreis Roth (Mittelfranken, Bayern). Rabenreuth liegt in der Gemarkung Ohlangen.

## Lage
Der Weiler liegt unterhalb des Nordrandes der Jurahochebene rund drei Kilometer westlich von Thalmässing. Eine Gemeindeverbindungsstraße führt nach Ohlangen und Alfershausen.
Die Flur war im 19. Jahrhundert 176 Hektar groß.

## Ortsnamensdeutung
Der Ortsname ist aus der Rodungsbezeichnung „reuth“ und dem althochdeutschen Personennamen „Rabo“ gebildet.

## Geschichte
Rabenreuth wurde erstmals 1291 urkundlich erwähnt, als Hermannus de Gozstorf (= Jahrsdorf) den Zehent zu „Rabenriute“, den er vom Bischof von Eichstätt zu Lehen hatte, den Eichstätter Domherren Otto Schweppermann und Konrad von Walde überließ. Er gelangte im gleichen Jahr an das Kloster Seligenporten. Als 1390 Friedrich II. von Heideck († 1423) eine Messe an die Pfarrkirche zu Heideck stiftete, gehörten zu deren Dotation auch Liegenschaften in Rabenreuth.
Im 16. Jahrhundert bestand Rabenreuth aus sechs Anwesen, gegen Ende des 18. Jahrhunderts aus fünf; 1904 waren es elf und 1952 zehn.
Am Ende des Alten Reiches, um 1800, gehörten die fünf Rabenreuther Untertanen grundherrschaftlich und damit niedergerichtlich zum pfalz-baierischen Landrichteramt Heideck, während die hohe Gerichtsbarkeit vom Pflegamt Heideck des Kurfürstentums Pfalz-Baiern in Nachfolge von Pfalz-Neuburg als Landesherr wahrgenommen wurde. Kirchlich gehörte man zur evangelisch-lutherischen Pfarrei Alfershausen, wohin die Kinder auch zur Schule gingen. Im Weiler gab es außerdem ein Hirtenhaus.
Im Königreich Bayern (1806) gehörte Rabenreuth mit Ohlangen zum Steuerdistrikt Laibstadt im Amtsgericht und Rentamt (ab 1939 Landkreis) Hilpoltstein. Bei der Gemeindebildung 1811/18 wurden Ohlangen und Rabenreuth zur Ruralgemeinde Ohlangen zusammengefasst. Diese hatte 1964 insgesamt 130 Einwohner in 23 Wohngebäuden. Im Zuge der Gemeindegebietsreform wurde sie zum 1. Juli 1971 in den Markt Thalmässing im Landkreis Roth eingemeindet.

### Einwohnerentwicklung
- 1818: 59 (10 „Feuerstellen“ = Häuser, 10 Familien)[13]
- 1820: 56 (10 Anwesen)[11]
- 1871: 55 (22 Gebäude)[14]
- 1900: 54 (11 Wohngebäude)[15]
- 1950: 82 (10 Anwesen)[11]
- 1961: 36 (6 Wohngebäude)[12]
- 1970: 36[16]
- 1987: 40 (8 Wohngebäude, 8 Wohnungen)[17]
- 2015: 32[18]
- 2020: 32[1]

## Infrastruktur
1875 gab es im Weiler 18 Pferde und 78 Rinder. Auch heute besteht Rabenreuth hauptsächlich aus landwirtschaftlichen Betrieben, hat aber auch eine Schreinerei.

## Wiederkehrende Feste
Am dritten Wochenende im Oktober wird Kirchweih gefeiert.

## Freizeit
Der Thalmässinger Wanderweg Nr. 8 geht südwestlich von Rabenreuth durch den 400 Meter langen schluchtartigen Hohlweg „Wagenschreck“. Auch Weg Nr. 6 des Fränkischen Albverein berührt den Weiler.